# Дреджешть (комуна)
Дреджешть, Дреджешті (рум. Drăgești) — комуна у повіті Біхор в Румунії. До складу комуни входять такі села (дані про населення за 2002 рік):
- Дреджешть (408 осіб) — адміністративний центр комуни
- Дікенешть (329 осіб)
- Стракош (292 особи)
- Тешад (1333 особи)
- Топешть (238 осіб)

Комуна розташована на відстані 412 км на північний захід від Бухареста, 24 км на південний схід від Ораді, 112 км на захід від Клуж-Напоки, 144 км на північний схід від Тімішоари.

## Населення
За даними перепису населення 2002 року у комуні проживали 2600 осіб.
Національний склад населення комуни:
| Національність | Кількість осіб | Відсоток |
| -------------- | -------------- | -------- |
| румуни         | 1944           | 74,8%    |
| цигани         | 649            | 25,0%    |
| німці          | 3              | 0,1%     |
| угорці         | 2              | 0,1%     |
| серби          | 1              | < 0,1%   |
| італійці       | 1              | < 0,1%   |

Рідною мовою назвали:
| Мова       | Кількість осіб | Відсоток |
| ---------- | -------------- | -------- |
| румунська  | 1984           | 76,3%    |
| циганська  | 615            | 23,7%    |
| італійська | 1              | < 0,1%   |

Склад населення комуни за віросповіданням:
| Релігія            | Кількість осіб | Відсоток |
| ------------------ | -------------- | -------- |
| православні        | 2188           | 84,2%    |
| п'ятдесятники      | 283            | 10,9%    |
| баптисти           | 65             | 2,5%     |
| греко-католики     | 55             | 2,1%     |
| римо-католики      | 6              | 0,2%     |
| реформати          | 1              | < 0,1%   |
| адвентисти         | 1              | < 0,1%   |
| не вказали релігію | 1              | < 0,1%   |